# Oxana Nazarko
Oxana Nazarko (ukr. Оксана Назарко) – ukraińska zapaśniczka walcząca w stylu wolnym
Brązowa medalistka mistrzostw Europy w 1993. Czwarta na MŚ juniorów w 1993 roku.